# Бартники (Брестская область)
Ба́ртники (бел. Бартнікі) — деревня в Барановичском районе Брестской области Белоруссии. Входит в состав Вольновского сельсовета. Расположена в 28 км от районного центра. Население — 69 человек (2023).
К Бартникам присоединена соседняя деревня Галёня.

## История
В 1897 году — в Черниховской волости Новогрудского уезда Минской губернии. В деревне были представлены: хлебозапасный магазин, 2 кузницы, часовня, ветряная мельница, трактир. Рядом с деревней находилась усадьба Бартники, где работал винокурный завод и имелась ветряная мельница.
После Рижского мирного договора 1921 года — в составе гмины Чернихов Барановичского повета Новогрудского воеводства Польши. С 1939 года — в составе БССР. В 1940–57 годах — в Городищенском районе Барановичской, с 1954 года Брестской области. Затем район переименован в Барановичский. 
В период Великой Отечественной войны с конца июня 1941 года до 7 июля 1944 года была оккупирована немецко-фашистскими захватчиками. На фронтах погибли 30 односельчан.

## Инфраструктура
Недалеко от деревни расположен мини-полигон.

## Население
По состоянию на 1 января 2023 года в деревне проживало 69 человек в 39 хозяйствах, в том числе 9 моложе трудоспособного возраста, 32 — в трудоспособном возрасте и 28 — старше трудоспособного возраста. 
| Численность населения (по переписи) | Численность населения (по переписи) | Численность населения (по переписи) | Численность населения (по переписи) | Численность населения (по переписи) | Численность населения (по переписи) | Численность населения (по переписи) | Численность населения (по переписи) | Численность населения (по переписи) |
| 1897                                | 1909                                | 1921                                | 1939                                | 1959                                | 1970                                | 1999                                | 2009                                | 2019                                |
| ----------------------------------- | ----------------------------------- | ----------------------------------- | ----------------------------------- | ----------------------------------- | ----------------------------------- | ----------------------------------- | ----------------------------------- | ----------------------------------- |
| 528                                 | ↘457                                | ↗688                                | ↗816                                | ↘545                                | ↘448                                | ↘181                                | ↘107                                | ↘85                                 |

## Достопримечательности
- Часовня-усыпальница.

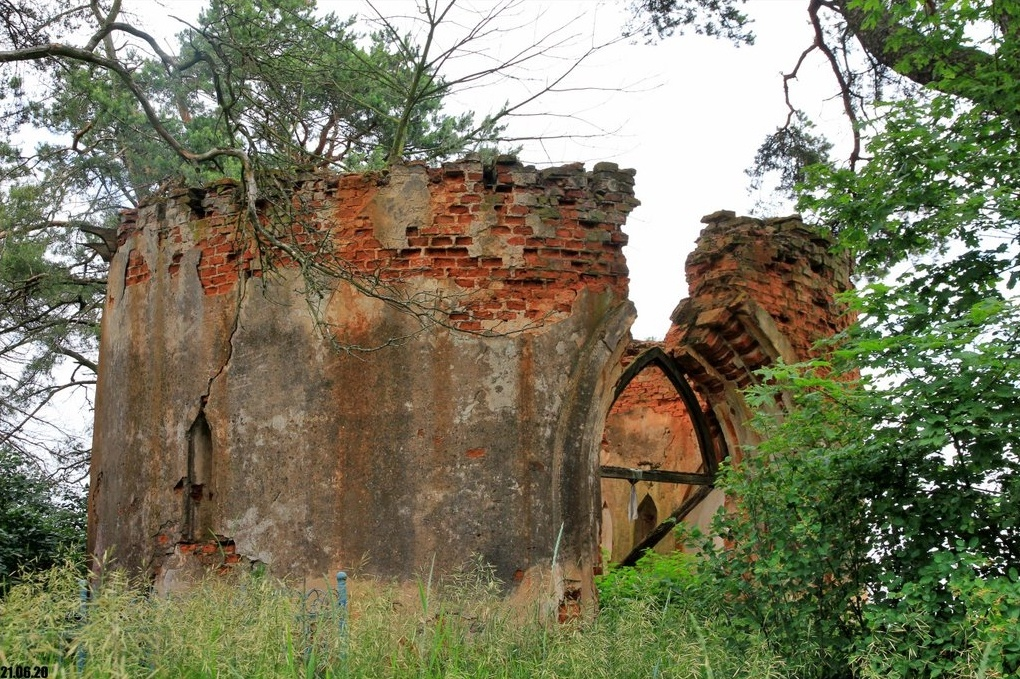
Руины часовни-усыпальницы XIX в.

- Усадьба Слизней (с парком и озером).
- Исток реки Рудицы.

## Известные уроженцы
- Александр Владимирович Руцкий (1932—2015) — белорусский травматолог-ортопед.
- Рафаил Слизень (1804—1881) — белорусский скульптор, живописец, медальер и архитектор.